# اون شب که بارون اومد
فیلم حماسه روستازاده گرگانی  یا اون شب که بارون اومد مستندی به کارگردانی کامران شیردل و نویسندگی اسماعیل نوری‌علاء و کامران شیردل است که در سال ۱۳۴۷ تهیه شد. این فیلم تا سال ۱۳۵۳ در توقیف به سر می‌بُرد؛ در این سال و در سومین جشنواره فیلم تهران به نمایش درآمد و پس از به دست آوردن جایزه بهترین فیلم - برنده جایزه بزرگ سومین جشنواره بین‌المللی فیلم تهران به عنوان بهترین فیلم کوتاه به مفهوم مطلق- دوباره توقیف شد.
نسخهٔ مرمت شدهٔ این فیلم در تیر ماه ۱۳۹۴ و در بیست و نهمین دورهٔ جشنوارهٔ فیلم «ایل چینما ریترواتو» در کشور ایتالیا به نمایش درآمد.

## موضوع فیلم
این فیلم روایتی است از اتفاقی که نقل می‌شود مشابه حادثه دهقانِ فداکار در روستایی در شمال کشور اتفاق افتاده و تحلیلی است بر گزارش واقعیت و جنبه نسبی و اسطوره‌سازی از آن.